# Osiedle
Osiedle (em polonês plural: osiedla) é um termo usado na Polônia para denotar uma designada subdivisão de uma cidade ou município, ou de uma dzielnica, com seu conselho e executivo próprios.
Nem todas as cidades ou municípios poloneses têm osiedla no sentido supracitado. No entanto, a palavra osiedle também é freqüentemente utilizada para designar qualquer edifício estatal ou desenvolvimento. (Nesse sentido ela por vezes aparece nos endereços, onde a sigla "Os." é comumente usada.)